# Yusuf III av Granada
Yusuf III av Granada, död 1417, var sultan av Granada 1408–1417.
Han var gift med sin kusin Umm al-Fath (I), mor till Muhammad VIII. 